# Christoph Stocker
Christoph Stocker (* 26. März 2001 in Niederösterreich) ist ein österreichischer Schauspieler. Er studierte an der American Academy Of Dramatic Arts in New York City und Los Angeles sowie an der Royal Academy of Dramatic Art in London.

## Leben
Stocker begann seine künstlerische Ausbildung bei den Wiener Sängerknaben. Er war Sopran-Solist des Schubertchors von 2010 bis 2014. Anschließend besuchte er das Oberstufen-Realgymnasium der Wiener Sängerknaben und fungierte als Solist im Chorus Juventus, dem Chor dieses Schulabschnittes. Nach Abschluss seiner Matura studierte er Schauspiel von 2019 bis 2021 an der American Academy Of Dramatic Arts in New York City und Los Angeles, an den beiden Campi der Institution. Nach der Beendigung seiner Ausbildung wurde er in das „Company Year“ der Akademie aufgenommen und spielte in diversen Rollen am Campus Theater in Los Angeles von 2021 bis 2022. Zu einer weiteren Fortbildung zählt ein zehn-wöchiger Kurs an der Royal Academy of Dramatic Art in London 2024.
Während seiner Zeit bei den Wiener Sängerknaben spielte Stocker in verschiedenen Rollen im Musiktheater- und Filmbereich. 2015 verkörperte er die Hauptrolle „Erwin“ in Mike Svobodas Oper Erwin Das Naturtalent, eine Koproduktion zwischen dem MuTh, Konzertsaal der Wiener Sängerknaben, mit der Wiener Volksoper und drehte drei Filme mit Regisseur Curt Faudon. In seiner letzten Zusammenarbeit mit Faudon im Film „Good Shepherds“ war er mit der britischen Verhaltensforscherin Jane Goodall auf der Leinwand zu sehen. Die Weltpremiere fand 2017 im Gartenbaukino in Wien statt.
Im Jahr 2021 spielte er neben Elisabeth Orth in dem Kurzfilm Labyrinth von Regisseur Benno Hanke und verkörperte 2022 die Rolle Jared im Kurzfilm The Spell That Backfired von Rayna Campbell. Dieser Kurzfilm gewann unter anderem den „Outstanding Achievement Award – Best Romantic Comedy Short“ beim Hollywood Indie Short Fest. Im selben Jahr spielte er auch ein Musical im „Theatre Row“ am New Yorker „Off-Broadway“.
2023 hatte er sein Solo-Debüt an der Wiener Volksoper in der Rolle von König Kosmos in Jacques Offenbachs Die Reise zum Mond unter der Regie von Laurent Pelly und war auch danach an der Volksoper in diversen Produktionen zu sehen.
2024 wurde er für die Rolle „Riff Raff“ in Richard O’Briens The Rocky Horror Show beim Musikfestival Steyr, unter der Intendanz von Karl-Michael Ebner, engagiert. Des Weiteren steht Stocker als „Piccolo“ in Ralph Benatzkys Im weißen Rößl an der Volksoper Wien unter der Regie von Jan Philipp Gloger und musikalischen Leitung von Michael Brandstätter auf der Bühne. Diese Inszenierung übertrug der ORF 2 zu Sylvester 2024 im Fernsehen. ORF Regie führte Felix Breisach.